# ام الغبار (ردمان)

تعديل مصدري - تعديل

ام الغبار هي إحدى قرى عزلة ال بقش بمديرية ردمان التابعة لمحافظة البيضاء، بلغ تعداد سكانها 321 نسمة حسب تعداد اليمن لعام 2004.